# Партизан (Воронежская область)
Партиза́н — посёлок в Панинском районе Воронежской области. Входит в Октябрьское сельское поселение.

## География
Посёлок расположен в центральной части поселения, на левом берегу реки Икорец, напротив посёлка Октябрьский.

### Улицы
- ул. Рыбхозная

## История
Основан в годы советские годы как рыбное хозяйство «Партизан».

## Население
| 2000 | 2005 | 2007 | 2010 |
| ---- | ---- | ---- | ---- |
| 67   | ↘47  | ↗51  | ↘50  |